# بورصة الشغل القديمة (تونس)

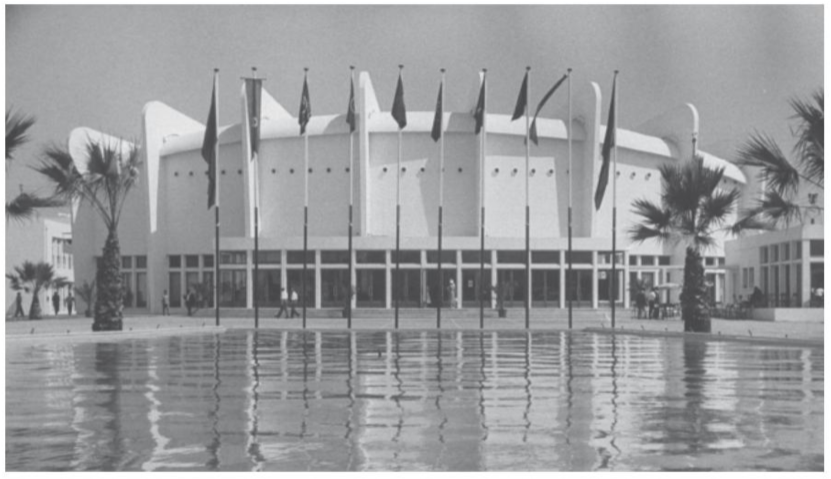

يقع المقر القديم لبورصة الشغل في طرف شارع الحبيب بورقيبة في تونس العاصمة بالجمهورية التونسية  قرب محطة  قطار خط تونس-حلق الوادي-المرسى.

## التاريخ
يعود تشييد المبنى  للنصف الأول من خمسينات القرن العشرين  1950، وهو من تصميم "يريل لوفيدوسكي"   الذي يعدّ من رواد العمارة السوفياتية المعروفة في ذلك الوقت بالعمارة البنائية المنبثقة عن تيار فني راج في الاتحاد السوفياتي بين الحربين.  ويتميز المبنى باستخدام  الخرسانة (الاسمنت المسلح) والمواد المحلية. وتزين جدارية  خزفية للفنان عبد العزيز القرجي   البهو الخارجي، بالاضافة  الى جدارية مرسومة للفنان التونسي حاتم المكي  تمثل عمالا في ميناء رادس في العاصمة.